# جايسون ماركيز
جايسون ماركيز (بالإنجليزية: Jason Marquis)‏ هو لاعب كرة قاعدة أمريكي، ولد في 21 أغسطس 1978 في مانهاست في الولايات المتحدة.

## وصلات خارجية
- جايسون ماركيز على موقع دوري كرة القاعدة الرئيسي (الإنجليزية)
- جايسون ماركيز على موقعبيزبول رفرنس.كوم (الدوري الرئيسي) (الإنجليزية)
- جايسون ماركيز على موقعبيزبول رفرنس.كوم (الدوري الثانوي) (الإنجليزية)
- جايسون ماركيز على موقع إي إس بي إن.كوم (أم.أل.بي) (الإنجليزية)
- جايسون ماركيز على موقع مشجعي الرسوم البيانية (الإنجليزية)